# لیگا ناتسیوناله دیله‌تانتی
لیگا ناتسیوناله دیله‌تانتی (ایتالیایی: Lega Nazionale Dilettanti) لیگ اداره کنندهٔ سطح آماتور در فدراسیون فوتبال ایتالیا است.
این لیگ در سال ۱۹۵۹ در رم بنا نهاده شد. این لیگ مجموعه‌ای از چند بخش می‌باشد که از جملهٔ آن‌ها می‌توان به سری دی، لیگ فوتبال بانوان و لیگ فوتسال اشاره کرد.